# Ciumeghiu (gmina)
Ciumeghiu – gmina w Rumunii, w okręgu Bihor. Obejmuje miejscowości Boiu, Ciumeghiu i Ghiorac. W 2011 roku liczyła 4297 mieszkańców.